# Yasumichi Uchima
Yasumichi Uchima (født 10. september 1984) er en tidligere japansk fodboldspiller.
Han har spillet for flere forskellige klubber i sin karriere, herunder Sagan Tosu og Gainare Tottori.